# Сентпетерфа
Сентпетерфа (мађ. Szentpéterfa, хрв. Petrovo Selo) је насеље у западној Мађарској. Сентпетерфа је насељено место у оквиру жупаније Ваш.

## Етимологија
Име је добила по месној цркви посвећеној Светом Апостолу Петру.

## Локација
Сентпетерфа се налази на 19 километара југозападно од Сомбатхеља, 9 километара јужно од Порноапатије, на левој обали реке Пинке, поред аустријско-мађарске границе. Најближе аустријско (ервидек) насеље, Моњорокерек (Eberau), се налази само 3 километра северозападно. Речица Хидег-кут протиче на његовој источној граници.

## Историја
Подручје села је било насељено још у римско доба, јер су у његовим границама пронађене римске гробнице и други споменици.
Године 1221. помиње се као Ecclesia S. Petri, 1369. као Земпетурфалуа. Њено некадашње мађарско становништво је вероватно нестало у 16. веку и заменили су га Хрвати. Године 1549. породица Ердеди је поседовала 27 опорезивих порта. Године 1698. имала је 392 становника. Године 1787. у његових 110 кућа живео је 701 становник, место је припадао властелинству Моњорокерек, а власник је била породица Ердеди.
У монографији Вашке жупаније објављеној 1898. године пише: „Сент-Петерфа, село у Пинкаму, са 166 кућа и 1378 мађарских и хрватских становника католичке и евангелистичке вероисповести. Пошта му је Моњорокерек, телеграфска канцеларија Сомбатхељ. Налази се у границама планираних римских гробова Пинка-Миндсент-Сомбатхели, у селу су пронађени уписани каменови и друге римске реликвије.

## Становништво
Током пописа из 2011. године, 89,3% становника изјаснило се као Мађари, 80,2% као Хрвати, 2,5% као Немци и 0,3% као Украјинци (4,5% се није изјаснило; због двојног идентитета, укупан број већи може бити на 100 %). Верска дистрибуција је била следећа: римокатолици 91,7%, лутерани 0,3%, без деноминације 0,3% (7,5% се није изјаснило).

## Познати мештани
- Штефан (Иштван) Геошић (1927–2022) Хрватски римокатолички свештеник, преводилац Библије
- Лајош Шубић (1924–2002) фудбалер, трнер
- Барнабаш Варга (1994–) фудбалски репрезентативац[5]